# Deulgaon Raja
Deulgaon Raja es una ciudad y  municipio situada en el distrito de Buldana en el estado de Maharashtra (India). Su población es de 30827 habitantes (2011). 

## Demografía
Según el censo de 2011 la población de Deulgaon Raja era de 30827 habitantes, de los cuales 15954  eran hombres y 14873 eran mujeres. Deulgaon Raja tiene una tasa media de alfabetización del 87,73%, superior a la media estatal del 82,34%: la alfabetización masculina es del 94,27%, y la alfabetización femenina del 80,80%.